# Cục Chính trị, Bộ Tổng Tham mưu Quân đội nhân dân Việt Nam
Cục Chính trị  trực thuộc Bộ Tổng Tham mưu Quân đội nhân dân Việt Nam là cơ quan đầu ngành tham mưu giúp Thủ trưởng Bộ Quốc phòng, Bộ Tổng Tham mưu về công tác chính trị thuộc các đơn vị trong Bộ Tổng Tham mưu.

## Lãnh đạo hiện nay
- Cục trưởng: Thiếu Tướng Nguyễn Ngọc Đoàn
- Phó Cục trưởng: Đại tá Bùi Tuấn Quynh
- Phó Cục trưởng: Đại tá Phạm Văn Hùng

## Tổ chức
- Phòng Cán bộ
- Phòng Chính sách
- Phòng Tuyên huấn
- Phòng Tổ chức
- Phòng Điều tra Hình sự
- Phòng Bảo vệ an ninh
- Phòng Thi hành án dân sự
- Ban Tài chính
- Ban Hành chính
- Viện Kiểm sát Quân sự Thủ đô
- Viện Kiểm sát Quân sự khu vực
- Tòa án Quân sự Thủ đô
- Tòa án Quân sự khu vực
- Nhà máy In Bộ Tổng tham mưu

## Cục trưởng qua các thời kỳ
- 1978-1986, Lê Cư, Thiếu tướng
- 1986-1995, Nguyễn Xuân Thăng, Trung tướng (1986), Nguyên Chính uỷ kiêm Tư lệnh Binh chủng Thông tin (1976-1985)
- 1995-2000, Hoàng Ngọc Chiêu, Thiếu tướng[3] (1987), Nguyên Chính ủy Học viện Hậu cần
- 2000-2008, Nguyễn Đức Sơn, Trung tướng (2006)
- 2008-2011, Vũ Văn Hiển, Trung tướng (2014), Chánh Văn phòng Bộ Quốc phòng
- 2011-6.2015, Nguyễn Kim Sơn, Thiếu tướng (2010)
- 6.2015-2019, Hồ Thanh Tự, Thiếu tướng (2015)[4]
- 2019-6.2023, Chu Văn Đoàn, Thiếu tướng (2019)
- 7/2023-Nay, Nguyễn Ngọc Đoàn, Thiếu tướng (2023), Nguyên CNCT  Quân Đoàn 1